# Posse de Las Vegas
Le Posse de Las Vegas est une ancienne formation de la Ligue canadienne de football basée à Las Vegas aux États-Unis et qui a joué une seule saison en 1994. Durant sa seule saison d'opération, le Posse a conservé une fiche de 5 victoires et 13 défaites, terminant au dernier rang de la division Ouest.
Devant le peu de succès de l'équipe, autant sur le terrain que dans les gradins, la LCF a suspendu la franchise après la saison 1994, laissant aux propriétaires jusqu'en décembre 1995 pour lui trouver un acheteur. Entretemps, les joueurs du Posse ont été répartis dans les autres équipes lors d'un repêchage spécial tenu en avril 1995. Un groupe de Jackson (Mississippi) et un autre de Miami (Floride) se sont montrés intéressés à reprendre la franchise, mais l'annonce de la fin de l'expérience américaine de la LCF en 1996 a mis fin à cette possibilité.
Peu de joueurs du Posse ont connu une carrière notable en football canadien ou américain. Le mieux connu est le quart-arrière Anthony Calvillo, qui deviendra le meilleur passeur de l'histoire de la LCF. On peut aussi noter le receveur de passes Curtis Mayfield (en), le demi défensif Maurice Kelly (en) et le secondeur Shonte Peoples (en).